# منجم قيان
منجم قيان هو منجم للذهب ومعادن أخرى. يقع في منطقة جازان بالمملكة العربية السعودية. يمتلك احتياطيًا قدره 2.9 مليون طن من الخام.